# Línea de sucesión presidencial de Bolivia

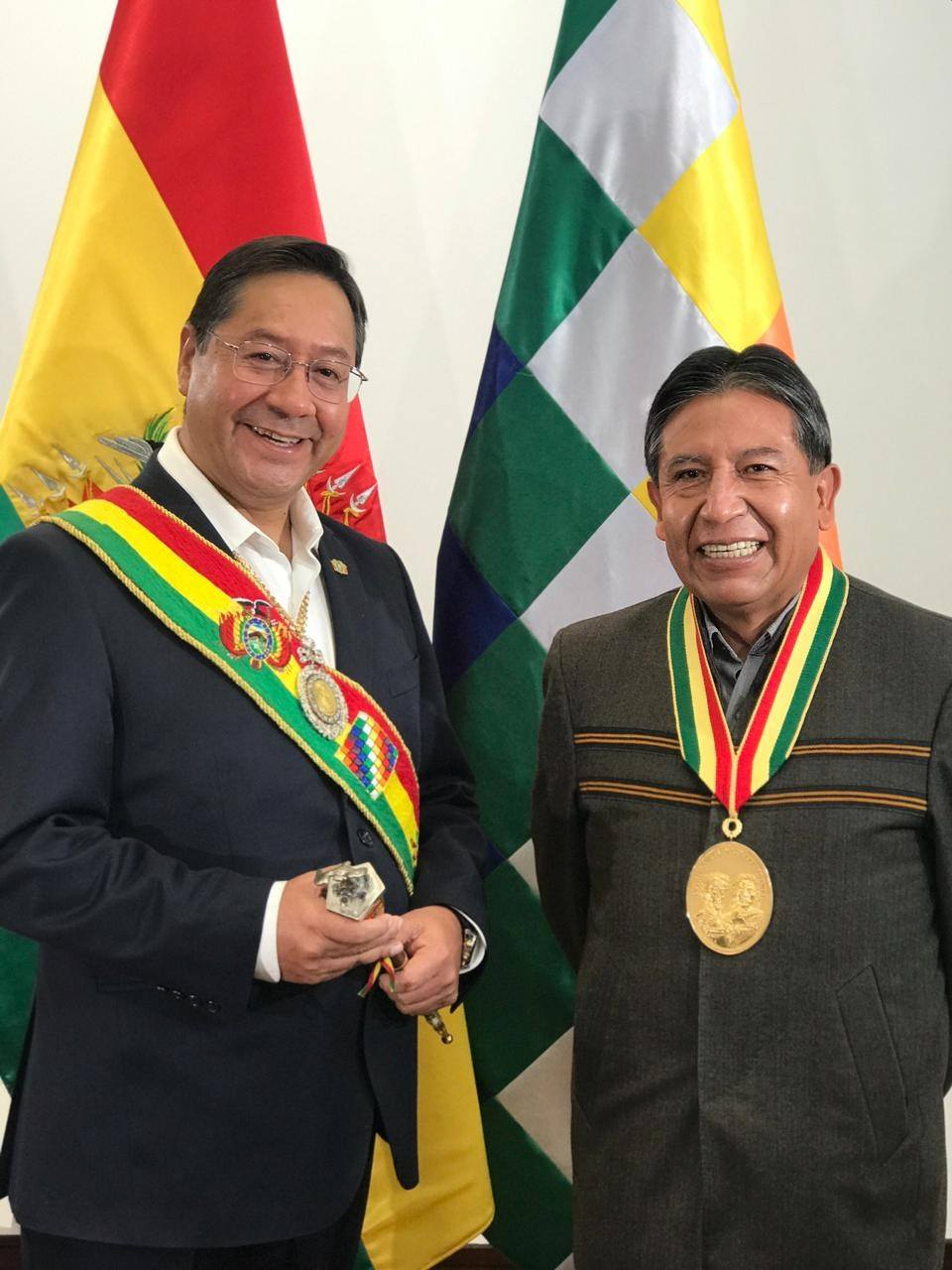
Fotografía del presidente Luis Arce entregando mando presidencial a su vicepresidente David Choquehuanca, por motivo de viaje.

La línea de sucesión presidencial de Bolivia define el orden de los funcionarios que, en caso de impedimento temporal o permanente del Presidente del Estado, pueden llegar a asumir el cargo de Presidente Constitucional del Estado Plurinacional de Bolivia.
La línea está establecida en la Constitución Política de 2009, en el artículo 169, establece que en caso de impedimento o ausencia definitiva el cargo de Presidente del Estado puede ser reemplazado el Vicepresidente del Estado para culminar con su mandato; sin embargo a falta de este último la sucesión sigue el orden de Presidente del Senado y Presidente de la Cámara de Diputados, en este último caso se debe de convocar a nuevas elecciones en el plazo de 90 días.
En caso de darse ausencia temporal, la presidencia podrá ser suplida en el mismo orden de sucesión, sin embargo la ausencia temporal no debe exceder los 90 días.

## Base legal
I. En caso de impedimento o ausencia definitiva de la Presidenta o del Presidente del Estado, será reemplazada o reemplazado en el cargo por la Vicepresidenta o el Vicepresidente y, a falta de ésta o éste, por la Presidenta o el Presidente del Senado, y a falta de ésta o éste por la Presidente o el Presidente de la Cámara de Diputados. En este último caso, se convocarán nuevas elecciones en el plazo máximo de noventa días.
II. En caso de ausencia temporal, asumirá la Presidencia del Estado quien ejerza la Vicepresidencia, por un periodo que no podrá exceder los noventa días.
Constitución Política de 2009, Artículo 169

## Línea de sucesión actual
| N.º | Cargo                                | Titular             | Imagen | Partido | Partido  | En el cargo desde      |
| --- | ------------------------------------ | ------------------- | ------ | ------- | -------- | ---------------------- |
| -   | Presidente del Estado                | Luis Arce           |        |         | MAS-IPSP | 8 de noviembre de 2020 |
| 1°  | Vicepresidente del Estado            | David Choquehuanca  |        |         | MAS-IPSP | 8 de noviembre de 2020 |
| 2°  | Presidente del Senado                | Andrónico Rodríguez |        |         | MAS-IPSP | 3 de noviembre de 2020 |
| 3°  | Presidente de la Cámara de Diputados | Omar Yujra Santos   |        |         | MAS-IPSP | 5 de noviembre de 2024 |

## Historia

### Presidencia interina

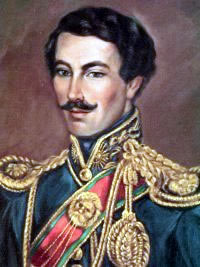
José María Pérez de Urdininea, Presidente Interino en 1828, actualmente este gobierno interino es elevado a rango de un gobierno como tal.

La presidencia interina o presidencia en ejercicio, actualmente puede ser asumida por el presidente del Senado, a falta de este por el presidente de la Cámara de Diputados, por la ausencia en el territorio Boliviano o impedimento temporal del Presidente y Vicepresidente del Estado. 
El primer presidente interino en la historia de Bolivia es José María Pérez de Urdininea, quien suplió temporalmente a Antonio José de Sucre, quien se estaba recuperando de una herida de bala en el brazo, que ocurrió en el motín de 1828. Asumió la como Encargado del Poder Ejecutivo, cuando fungía como Presidente del Consejo de Ministros a falta de alguien que ocupe el cargo vicepresidencial, en ese entonces.

### Presidencia por sucesión
La siguiente es una lista de presidentes que asumieron de forma permanente por sucesión constitucional a falta del presidente titular.
| Titular | Titular                    | Gestión        | Motivo          | Sucesor | Sucesor                   | Gestión   | Cargo anterior                             |
| ------- | -------------------------- | -------------- | --------------- | ------- | ------------------------- | --------- | ------------------------------------------ |
|         | Antonio José de Sucre      | 1825-1828      | renunció        |         | José Miguel de Velasco    | 1828      | Presidente del Consejo de Ministros        |
|         | Andrés de Santa Cruz       | 1828 (nominal) | no se presentó  |         | José Miguel de Velasco    | 1828      | Vicepresidente de la República             |
|         | José Ballivián Segurola    | 1841-1847      | renunció        |         | Eusebio Guilarte Mole     | 1847-1848 | Presidente del Consejo Nacional            |
|         | Agustín Morales Hernández  | 1871-1872      | asesinado       |         | Tomás Frías Ametller      | 1872-1873 | Presidente del Consejo de Estado           |
|         | Adolfo Ballivián Coll      | 1873-1874      | muerte natural  |         | Tomás Frías Ametller      | 1874-1876 | Presidente del Consejo de Estado           |
|         | Bautista Saavedra Mallea   | 1921-1925      | delegó el mando |         | Felipe Segundo Guzmán     | 1925-1926 | Presidente del Senado                      |
|         | Enrique Hertzog Garaizabal | 1947-1949      | renunció        |         | Mamerto Urriolagoitia     | 1949-1951 | Vicepresidente de la República             |
|         | René Barrientos Ortuño     | 1966-1969      | accidente aéreo |         | Luis Adolfo Siles Salinas | 1969      | Vicepresidente de la República             |
|         | Hugo Banzer Suárez         | 1997-2001      | renunció        |         | Jorge Quiroga Ramírez     | 2001-2002 | Vicepresidente de la República             |
|         | Gonzalo Sánchez de Lozada  | 2002-2003      | renunció        |         | Carlos D. Mesa Gisbert    | 2003-2005 | Vicepresidente de la República             |
|         | Carlos D. Mesa Gisbert     | 2003-2005      | renunció        |         | Eduardo Rodríguez Veltzé  | 2005-2006 | Presidente de la Corte Suprema de Justicia |
|         | Evo Morales Ayma           | 2006-2019      | renunció        |         | Jeanine Áñez Chávez       | 2019-2020 | Segunda Vicepresidente del Senado          |